# 擇麗魚屬
擇麗魚屬，是條鰭魚綱䲁形目麗魚科下的一個屬。

## 分類
本屬屬於褶唇麗魚亞科，目前被認可的種如下：
- 葉唇擇麗魚 Eclectochromis lobochilus
- 飾妝擇麗魚 Eclectochromis ornatus